# Vibrante simples retroflexa
A vibrante simples retroflexa é um tipo de som consonantal, usado em algumas línguas faladas. O símbolo no Alfabeto Fonético Internacional que representa este som é ⟨ɽ⟩, e o símbolo X-SAMPA equivalente é r`.

## Características
- Seu modo de articulação é tepe ou flepe, o que significa que é produzida com uma única contração dos músculos de forma que um articulador (geralmente a língua) é lançado contra outro.
- Seu ponto de articulação é retroflexo, o que significa prototipicamente que ele está articulado subapical (com a ponta da língua enrolada para cima), mas de forma mais geral, significa que é pós-alveolar sem ser palatalizado. Ou seja, além da articulação subapical prototípica, o contato da língua pode ser apical (pontiagudo) ou laminal (plano).
- Sua fonação é sonora, o que significa que as cordas vocais vibram durante a articulação. É uma consoante oral, o que significa que o ar só pode escapar pela boca.
- O mecanismo de fluxo de ar é pulmonar, o que significa que é articulado empurrando o ar apenas com os pulmões e o diafragma, como na maioria dos sons.

## Ocorrência
| Língua       | Língua                      | Palavras  | AFI         | Significado  | Notas |
| ------------ | --------------------------- | --------- | ----------- | ------------ | --- |
| Bengali      | Bengali                     | গাড়ি        | [ɡäɽiː]     | 'car'        | Apical pós-alveolar. |
| Dalecarliano | Dalecarliano                | luv       | [ɽʏːv]      | 'permission' | |
| Enga         | Enga                        | yála      | [jɑɽɑ]      | 'shame'      | |
| Gokana       | Gokana                      | bele      | [bēɽē]      | 'we'         | Apical pós-alveolar. Alofone de /l/, mediamente entre vogais no morfema, and no fim do morfema antes de uma vogal seguinte na mesma palavra. Pode ser uma vibrante múltipla alveolar ou simplesmente [l] no lugar. |
| Hauçá        | Hauçá                       | bara      | [bəɽä]      | Servo        | Representado na escrita árabe como ⟨ر⟩. |
| Hindustani   | Híndi                       | बड़ा        | [bəɽäː]     | Grande       | Apical pós-alveolar; contrasts unaspirated and aspirated forms. |
| Hindustani   | Urdu                        | بڑا       | [bəɽäː]     | Grande       | Apical pós-alveolar; contrasts unaspirated and aspirated forms. |
| Holandês     | Norte de Brabante           | riem      | [ɽim]       | Cinto        | Uama rara varainte no final de palavras de /r/. Realização de /r/ varias consideravelmente nos dialetos. |
| Holandês     | Norte da Holanda            | riem      | [ɽim]       | Cinto        | Uama rara varainte no final de palavras de /r/. Realização de /r/ varias consideravelmente nos dialetos. |
| Japonês      | Japonês                     | 心/kokoro | [ko̞ko̞ɾ̠o̞]    | Coração      | Apical pós-alveolar, pode ser alveolar [ɾ] no lugar. |
| Nepali       | Nepali                      | भाड़ा        | [bʱäɽä]     | Aluguél      | Apical pós-alveolar; alofone de depois de palavras /ɖ, ɖʱ/. |
| Norueguês    | Dialetos centrais           | blad      | [bɽɑː]      | Folha        | Alofone de /l/ e /r/. No oriente urbano muitas vezes alterna para ao alveolar [ɾ], exceto para algumas palavras.                                                                                                   |
| Norueguês    | Dialetos orientais          | blad      | [bɽɑː]      | Folha        | Alofone de /l/ e /r/. No oriente urbano muitas vezes alterna para ao alveolar [ɾ], exceto para algumas palavras.                                                                                                   |
| Odia         | Odia                        | ଗାଡ଼ି        | [ɡäɽiː]     | Carro        | Apical pós-alveolar; alofone de depois de palavras /ɖ, ɖʱ/. |
| Português    | Alguns falantes europeus    | falar     | [fəˈläɽ]    | Falar        | Alofone de /ɾ/. |
| Português    | Caipira                     | madeira   | [mɐˈdeɽə]   | Madeira      | Alofone de /ɾ/. |
| Português    | Alguns falantes sertanejos. | gargalhar | [ɡäɽɡɐˈʎäɽ] | Gargalhar    | Alofone de /ɾ/. |
| Punjabi      | Gurmukhi                    | ਘੋੜਾ        | [kòːɽɑ̀ː]    | Cavalo       | |
| Punjabi      | Shahmukhi                   | گوڑا      | [kòːɽɑ̀ː]    | Cavalo       | |
| Shipibo      | Shipibo                     | roro      | [ˈɽo̽ɽo̽]     | Quebrar      | Apical pós-alveolar; possível realização de /r/. |
| Sueco        | Alguns dialetos             | blad      | [bɽɑː(d)]   | Folha        | Alofone de /l/. |
| Warlpiri     | Warlpiri                    | jarda     | [caɽa]      | Sono         | Transcreve /ɽ/ como rd. |